# 바위캐비
바위캐비 또는 모코(Kerodon rupestris)는 천축서과에 속하는 설치류의 일종이다. 피아우이주부터 미나스제라이스주까지 브라질 동부 지역의 토착종이다. 페르난두 지 노로냐 대서양 섬에 도입되었다.
바위캐비는 저지대 관목 식생 지대와 함께 건조한 바위 지역, 바위 산악 지대와 구릉 지대에 가까운 곳에서 발견되며, 다른 동물(단지 먼 친척 관계인) 바위너구리를 닮았다. 바위 틈에 은신처를 만들기도 한다. 육상형 동물로 성숙한 다른 수컷으로부터 바위 더미 은신처를 보호한다. 바위캐비는 상당히 큰 설치류로 다른 캐비들처럼 몸무게가 최대 1kg이고, 꼬리는 자취만 남아 있거나 없다. 등 쪽은 회색이고, 배 쪽은 연한 갈색을 띤다.
서식지에서 자라는 관목 식물의 씨앗과 잎을 먹는다. 무리 생활을 하며, 한 마리 또는 두 마리의 새끼를 낳지만 보통 일년에 여러번 새끼를 낳는다. 임신 시간은 약 75일이다. 때로는 수컷이 수컷에게 구애를 하는 동성애 습성을 보이기도 한다. 일부는 성숙한 수컷이 어린 수컷에게 구애를 하는 소아애 습성을 보이기도 한다. 각각의 집단은 알파 동물 수컷 또는 지배적인 수컷 한 마리와 여러 마리의 암컷으로 이루어져 있다. 바위캐비는 흔하게 발견되며, 현지 주민들이 식용으로 자주 사냥을 한다.